# ガンダング・ガビ、バイス!
『ガンダング・ガビ、バイス!』（タガログ語: Gandang Gabi, Vice!）は、ABS-CBNが放送するフィリピンのテレビコメディトークショー。
2011年5月22日に開始され、毎週日曜日の22時30分に放送されている。

## 出演者
- バイス・ガンダ（2011年 - ）